# 龍運巴士N30線
龍運巴士N30線是香港新界的一條通宵巴士路線，來往元朗站及機場（暢達路），途經元朗市、天慈邨、天秀路、天瑞邨、天耀邨、屏欣苑、紅橋、屯門市中心、安定邨／友愛邨、豐景園、屯門赤鱲角隧道、東涌市中心及機場後勤區。

## 歷史
- 1998年11月22日：投入服務。由於在深夜並無其他公共交通選擇，本線客量不俗，尤其大節日時的旅遊旺季，不時會出現客滿情況。
- 1999年12月20日：配合機場通宵路線重組，清晨往機場方向的班次，改為先前往機場，然後經機場後勤區往東涌地鐵站（現稱東涌站），而凌晨往元朗方向的班次改在暢連路（二號閘）開出。
- 2000年8月14日：為方便乘搭本線的深夜抵港的飛機旅客不需繞經機場後勤區，凌晨往元朗方向的班次改由東涌地鐵站開出，經機場後勤區前往機場，然後直接返回新界西北區。
- 2010年5月1日：增加01:00由東涌鐵路站及04:00由元朗（東）開出之班次。
- 2011年1月16日凌晨12時01分至約2013年1月：為配合屯門公路改善工程，本線位於屯門公路南行新墟街市對面的巴士中途站暫停使用。受影響的乘客需使用位於屯門鄉事會路南行近屯門大會堂的巴士中途站。
- 2013年7月12日：特別班次N30P線開辦，於04:45由屯門市中心開出，一度取代原來於長假期期間於04:50由虹橋起載的班次，現時已改回虹橋起載並服務至同年8月25日[1]。
- 2014年1月27日 ：再次開辦N30P線，於04:00及04:55由虹橋開出。而本線03:20及04:20開出的班次於停靠虹橋站後將直往機場。為配合N30線實施「第一階段優化計劃」，N30P線提升至每天服務，並改以東涌站為終點站，開車時間為每天04:00及04:55[2]。
- 2014年7月7日 ：本線04:00開出的班次及N30P線重新停靠新墟街市。
- 2015年3月21日：N30及N30P線增設到站時間預報。[3]
- 2015年6月28日：實施第二階段優化計劃：[4][5][6]
  - N30線改動如下：
    - 改為來回程各開一班，其餘服務由N30P及N30S線取代；
    - 回程班次縮短為由機場 (地面運輸中心) 巴士總站開出，不經機場後勤區及東涌市中心；
    - 往東涌站方向增停元朗公園分站；

  - 來回程改經天秀路，不再途經天華路及天城路，以服務天水圍北一帶乘客，而元朗東開出之班次不再於紅橋設置定時點；
    - 不經屯門市中心至豐景園沿線的班次獲獨立編號為N30S；
    - 來回程試驗性加停屯門公路轉車站至9月27日。

  - N30P線改動如下：
    - 增設00:20及01:10由東涌站往紅橋的回程服務；
    - 增設00:30由機場（地面運輸中心）往紅橋之特別班次；
    - 來回程試驗性加停屯門公路轉車站至9月27日。
- 2015年9月5日：N30S線增設到站時間預報。[7]
- 2017年5月28日：為配合元朗站物業發展項目的前期工程，N30線、N30S線由元朗（東）巴士總站遷往元朗站公共運輸交匯處；同時往元朗方向取消朗日路「形點 II」站。
- 2018年3月12日：N30P線取消由機場開出的特別班次。
- 2021年6月20日：為配合元朗區機場巴士服務進行重組：[8]
  - N30S及N30P線取消服務；
  - N30線改經屯門赤鱲角隧道公路，離島區起訖站遷至暢達路，來回程增至兩班車，往元朗方向重新服務東涌，並以原有走線相反方向經機場後勤區及東涌，增設天水圍站往元朗站分段收費。

## 服務時間及班次
- 每日元朗站開：03:25、04:20
- 每日機場（暢達路）開：00:20、01:10

## 收費
全程：$29.0（機場員工優惠票價：$25.9）
- 過北大嶼山公路後往機場（暢達路）：$5.4
- 豐景園往元朗站：$9.4
- 天水圍站往元朗站：$7.1

| - 本線設有12歲以下小童及65歲或以上長者半價優惠。 - 65歲或以上香港居民使用「樂悠咭」，以及12歲以下合資格殘疾兒童使用「殘疾人士身份」個人八達通繳付車資，均可享有每程$2.0或半價（以較低者為準）的票價優惠；12至64歲合資格殘疾人士使用「殘疾人士身份」個人八達通（包括「樂悠咭」），以及60至64歲香港居民使用「樂悠咭」繳付車資，均可享有每程$2.0或全費（以較低者為準）的票價優惠。 - 65歲或以上長者如使用長者或一般個人八達通繳付車資，則只可享有半價優惠；12至64歲合資格殘疾人士如不使用「殘疾人士身份」個人八達通，以及60至64歲人士如不使用「樂悠咭」繳付車資，必須繳付全費。 - 乘客可以現金或八達通於上車時付款，不設找續。 - 每位成人乘客可免費攜帶最多兩名4歲以下而不佔座位的兒童乘客乘車，超額之4歲以下小童必須繳付小童車費乘車。 - 持有「九巴月票」之乘客在車票有效期內，每日可享最多10程任何九龍巴士及龍運巴士路線（包括本路線，以及聯營路線的九龍巴士／龍運巴士提供的班次；惟乘搭機場「A」及「NA」線則可享原價二七折優惠（不會計算每天10次合資格車程））；而B1線則每日可享最多各2程（不會計算每天10次合資格車程）。 - 九龍巴士、城巴、龍運巴士及陽光巴士全職員工及家屬（不包括外判職員）可免費乘搭本路線，惟必須拍職員或職員家屬八達通。 - 乘客亦可透過多元化電子支付系統（e度嘟）繳付車資，包括使用非接觸式VISA卡、JCB卡、萬事達卡、銀聯卡、美國運通、大來國際、Discover Card、Apple Pay、Google Pay、Samsung Pay、AlipayHK「易乘碼」、支付寶、WeChatHK／微信支付「搭車碼」、銀聯雲閃付「乘車碼」及BOC Pay「乘車碼」。乘客使用此付款方式，使用此支付方式的乘客可享有中途下車之分段收費，以及與其他九巴／龍運獨營路線或聯營線九巴／龍運班次之轉乘優惠，惟不適用於與非九巴／龍運路線之轉乘優惠，亦不能享有「公共交通費用補貼計劃」及「長者及合資格殘疾人士公共交通票價優惠計劃」。 |

## 行車路線
元朗站開經：朗樂路、青山公路（元朗段、屏山段）、朗天路、唐人新村交匯處、朗天路、天福路、天城路、天龍路、天葵路、天秀路、天瑞路、天湖路、天耀路、屏廈路、洪天路、天水圍西交匯處、元朗公路、屯門公路、杯渡路、屯門鄉事會路、海珠路、海皇路、皇珠路、龍富路、屯門赤鱲角隧道公路、順朗路、北大嶼山公路、東涌東交匯處、裕東路、順東路、赤鱲角南路、駿運路、駿運路交匯處、航膳西路、駿運路交匯處、觀景路、東岸路、機場路、暢連路及暢達路。
機場（暢達路）開經：暢達路、機場北交匯處、機場路、東岸路、觀景路、駿明路、觀景路、駿運路交匯處、航膳西路、駿運路交匯處、駿運路、駿坪路、赤鱲角南路、順東路、達東路、順東路、裕東路、東涌東交匯處、北大嶼山公路、順朗路、屯門赤鱲角隧道公路、龍富路、皇珠路、海皇路、海珠路、屯門鄉事會路、屯興路、屯喜路、屯門公路、元朗公路、天水圍西交匯處、洪天路、屏廈路、天耀路、天湖路、天瑞路、天秀路、天葵路、天龍路、天城路、天福路、朗天路、水邊圍交匯處、宏達路、鳳池路、媽橫路、青山公路 （屏山段、元朗段）、朗日路及朗樂路。

### 沿線車站

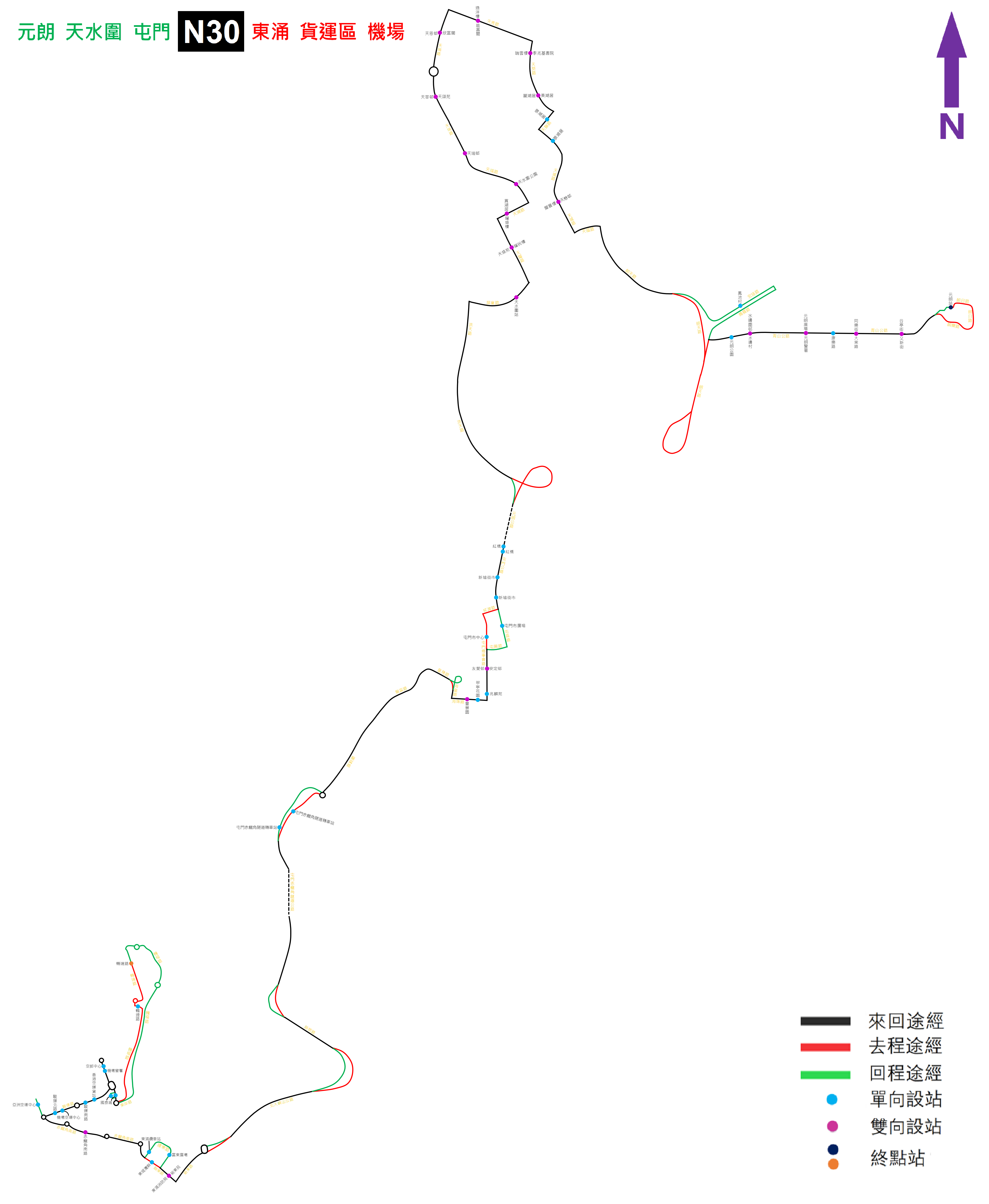
龍運巴士N30線的走線圖

| 元朗站開 | 元朗站開                   | 元朗站開                 | 機場（暢達路）開 | 機場（暢達路）開           | 機場（暢達路）開     |
| 序號     | 車站名稱                   | 位置                     | 序號             | 車站名稱                   | 位置                 |
| -------- | -------------------------- | ------------------------ | ---------------- | -------------------------- | -------------------- |
| 1        | 元朗站巴士總站             | 元朗站公共運輸交匯處     | 1                | 一號客運大樓（北）         | 暢達路               |
| 2        | 又新街（S1）               | 青山公路－元朗段         | 2                | 國泰城                     | 駿明路               |
| 3        | 大棠路（S6）               | 青山公路－元朗段         | 3                | 機場警署                   | 航膳西路             |
| 4        | 康樂路（S11）              | 青山公路－元朗段         | 4                | 駿運南路                   | 駿運路               |
| 5        | 元朗警署（S13）            | 青山公路－元朗段         | 5                | 機場空運中心               | 駿運路               |
| 6        | 水邊村                     | 青山公路－屏山段         | 6                | 亞洲空運中心               | 駿坪路               |
| 7        | 元朗公園                   | 青山公路－屏山段         | 7                | 赤鱲角南路                 | 赤鱲角南路           |
| 8        | 天耀邨耀豐樓               | 天城路                   | 8                | 東涌纜車站                 | 達東路               |
| 9        | 景湖居                     | 天龍路                   | 9                | 富東廣場                   | 達東路               |
| 10       | 麗湖居                     | 天葵路                   | 10               | 裕東苑                     | 順東路               |
| 11       | 天晴邨晴雲樓               | 天葵路                   | 11               | 屯門赤鱲角隧道轉車站（T3） | 屯門赤鱲角隧道       |
| 12       | 天富苑能富閣               | 天秀路                   | 12               | 豐景園                     | 海珠路               |
| 13       | 天富苑欣富閣               | 天瑞路                   | 13               | 翠寧花園                   | 海珠路               |
| 14       | 天頌苑                     | 天瑞路                   | 14               | 友愛邨                     | 屯門鄉事會路         |
| 15       | 天瑞邨                     | 天瑞路                   | 15               | 屯門市廣場                 | 屯喜路               |
| 16       | 天水圍公園                 | 天瑞路                   | 16               | 新墟街市                   | 屯門公路             |
| 17       | 天耀邨耀盛樓               | 天湖路                   | 17               | 紅橋                       | 屯門公路             |
| 18       | 天耀邨耀民樓               | 天耀路                   | 18               | 天水圍站                   | 屏廈路               |
| 19       | 天水圍站                   | 屏廈路                   | 19               | 天盛苑                     | 天耀路               |
| 20       | 紅橋                       | 屯門公路                 | 20               | 賞湖居                     | 天湖路               |
| 21       | 新墟街市                   | 屯門公路                 | 21               | 天水圍公園                 | 天瑞路               |
| 22       | 屯門市中心                 | 屯門市中心公共運輸交匯處 | 22               | 天瑞邨                     | 天瑞路               |
| 23       | 安定邨                     | 屯門鄉事會路             | 23               | 天華邨                     | 天瑞路               |
| 24       | 兆麟苑                     | 屯門鄉事會路             | 24               | 天恩邨                     | 天瑞路               |
| 25       | 豐景園                     | 海珠路                   | 25               | 天逸邨逸洋樓               | 天秀路               |
| 26       | 屯門赤鱲角隧道轉車站（A3） | 屯門赤鱲角隧道           | 26               | 香港青年協會李兆基書院     | 天葵路               |
| 27       | 東涌消防局                 | 順東路                   | 27               | 美湖居                     | 天葵路               |
| 28       | 東堤灣畔                   | 順東路                   | 28               | 天慈邨                     | 天城路               |
| 29       | 赤鱲角南路                 | 赤鱲角南路               | 29               | 鳳池村                     | 宏達路               |
| 30       | 駿運北路                   | 駿運路                   | 30               | 水邊圍邨                   | 青山公路－屏山段     |
| 31       | 香港空運貨站               | 駿運路                   | 31               | 元朗廣場（N2）             | 青山公路－元朗段     |
| 32       | 空郵中心                   | 航膳西路                 | 32               | 同樂街（N12）              | 青山公路－元朗段     |
| 33       | 國泰城                     | 觀景路                   | 33               | 谷亭街（N17）              | 青山公路－元朗段     |
| 34       | 暢連路                     | 暢連路                   | 34               | 元朗站巴士總站             | 元朗站公共運輸交匯處 |
| 35       | 一號客運大樓（北）         | 暢達路                   |                  |                            |                      |

## 客量
2020年6月：N30，N30P及N30S線乘客使用率分別為54%；49%；72%。

## 小資料
- 本路線相當迂迴曲折，行車里數長達67.3公里，一度成為全港專利巴士行車里數最長的路線，直至2006年7月17日，龍運巴士N42A線投入服務後才被該線75.1公里的紀錄打破。在改經屯門赤鱲角隧道之後，行車距離才大幅縮短至現時的45.1公里。

## 外部連結
- 龍運N30線官方路線資料 （页面存档备份，存于）
- 龍運巴士N30線－681巴士總站 （页面存档备份，存于）